# John Hervey (Lord Hervey)
John Augustus Hervey, Lord Hervey, (1er janvier 1757 - 10 janvier 1796) est un diplomate britannique.

## Biographie
Il est le fils aîné de Frederick Hervey (4e comte de Bristol) et de son épouse, Elizabeth Davers (décédée en 1800). Entré dans la marine, il est promu capitaine et est à un moment donné officier supérieur de la marine sur le Fleuve Saint-Laurent au Québec. De 1787 à 1794, il est ambassadeur en Toscane. Le 4 octobre 1779, il épouse Elizabeth Drummond (décédée le 4 septembre 1818), fille aînée de Colin Drummond, de Megginch Castle, dans le Perthshire, commissaire et officier général des Forces canadiennes. Ils ont une fille, Elizabeth Catherine Caroline (1780-1803), qui épousz Charles Ellis (1er baron Seaford). À sa mort en 1796, son titre de courtoisie zqt repris par son frère Frederick Hervey (1er marquis de Bristol).